# Paul Henri Rebut
Paul Henri Rebut est un physicien français. Il est membre correspondant de l'Académie des sciences depuis 1987.

## Biographie
Paul-Henri Rebut a commencé ses recherches sur la fusion avec le Commissariat à l'énergie atomique (CEA) en 1958 après avoir étudié la physique à l'École polytechnique (promotion 1955 ), Paris et l’École des Poudres en 1957.
Il a passé le doctorat d'état en 1966.
Théorie
À partir de 1958 la démonstration théorique et expérimentale du premier « tearing mode » (1962) correspondant à un changement de topologie des lignes de champs magnétiques sur l’expérience EPPE qui aurait dû être stable du point de vue de la MHD idéal  .
Puis, développement et généralisation des changements de topologie produisant des domaines chaotiques détruisant le confinement. Le rayonnement des impuretés du plasma peut ainsi conduire aux disruptions,.
Le transport anormal moins brutal peut aussi être directement lié au confinement du plasma.
Conception et construction de Tokamak
De 1970 à 1973, il a participé à la création du TFR (Tokamak de Fontenay aux Roses.
En 1973, il a été nommé chef de l'équipe de conception du JET, au Laboratoire Culham, près d'Oxford.
En 1975 Présentation officielle du projet JET qui définit une nouvelle forme de plasma avec un Tokamak "D shape", une capacité de 5 MA et un plama DT : Rapport EUR-JET-R5 Commission of the European Community 1975 
En 1979, il a été nommé directeur adjoint du JET, chargé de la construction, l'exploitation et de développement pour le JET.
Il a été nommé directeur du JET en septembre 1985.
Sous sa direction JET a fait une contribution majeure à la recherche sur la fusion, y compris la première démonstration en novembre 1991 d'une quantité importante d'énergie de fusion à partir d'un plasma confiné magnétiquement thermonucléaire confiné magnétiquement,.
De 1992-1994 il était le premier directeur d'ITER, basée à San Diego, États-Unis.
Société Rebut Consultant
Conseiller d’ITER de 2007 à 2010
Conseiller principal de la Commission européenne
1994-1995
En 1996 Publication de « Reflection on Fusion Future » European Commission : le choix de réacteurs hybrides fusion-fission ; puis modélisation de la neutronique avec une équipe de Sarov (Russie).
Conseiller du haut commissaire au Commissariat à l'énergie atomique (1998-2003), membre du Comité européen « Assessment of the European Fusion  5 year program » (2000), expert auprès de l’ISTC : International Science and Technology Center (2000-2004).
Publication du livre L'Énergie des étoiles, la Fusion nucléaire contrôlée en 1999 (éditions Odile Jacob).

## Décorations
- 1978 Chevalier de l'Ordre national du Mérite
- 1984 Chevalier de la Légion d'honneur

## Prix
- 1969 : Prix de la Société française des électriciens
- 1981 : Grand prix Jean Ricard de la Société française de physique
- 1991 : Prix Esso de la Royal Academy UK
- 1993 : Prix du Forum Engelberg Suisse
- 2006 : Prix Hannes Alfven de la Société européenne de physique

## Source
- « Biographie de Paul Henri Rebut » [archive du 22 juillet 2011], sur www.naka.jaea.go.jp/ITER